# Asahina Shin
Shin Asahina (sinh ngày 20 tháng 8 năm 1976) là một cầu thủ bóng đá người Nhật Bản.

## Sự nghiệp câu lạc bộ
Shin Asahina đã từng chơi cho Gamba Osaka, Sagan Tosu, Rosso Kumamoto, Banditonce Kobe và TDK.